# Port lotniczy Jazd
Port lotniczy Jazd (IATA: AZD, ICAO: OIYY) – port lotniczy położony w Jazd, w ostanie Jazd, w Iranie.

## Linie lotnicze i połączenia
- Iran Air (Teheran)
- Iran Air Tours (Meszched)
- Iran Aseman Airlines (Teheran)